# Silke Möller
Silke Gladisch-Möller, nemška atletinja, * 20. junij 1964, Stralsund, Vzhodna Nemčija.
Nastopila je na poletnih olimpijskih igrah leta 1988 ter osvojila naslov olimpijske podprvakinje v štafeti 4x100 m in peto mesto v teku na 200 m. Na svetovnih prvenstvih je osvojila naslova prvakinje v teku na 100 in teku na 200 m ter zlato in srebrno medaljo v štafeti 4x100 m, na svetovnih dvoranskih prvenstvih naslov prvakinje v teku na 60 m leta 1985, na evropskih prvenstvih dva naslova prvakinje v štafeti 4x100 m ter srebrno medaljo v teku na 100 m in bronasto v teku na 200 m, na evropskih dvoranskih prvenstvih pa dve srebrni in bronasto medaljo v teku na 60 m. V letih 1983 in 1985 je z vzhodnonemško reprezentanco dvakrat postavila svetovni rekord v štafeti 4 x 100 m.